# Josef Jahoda (fotbalista Bohemians)
Josef Jahoda (5. dubna 1935 – 7. února 2016) byl český fotbalový útočník a trenér.

## Hráčská kariéra
V československé lize hrál za TJ Spartak Praha Stalingrad (dobový název Bohemians) v jediném utkání, aniž by skóroval. Do Vršovic přišel ze Slavoje Vyšehrad. Hráčskou kariéru uzavřel v Dolních Počernicích.

### Prvoligová bilance
| Ročník             | Zápasy | Góly | Minuty | Klub                        |
| ------------------ | ------ | ---- | ------ | --------------------------- |
| I. liga 1960/61    | 1      | 0    | 45     | TJ Spartak Praha Stalingrad |
| CELKEM I. ČS. LIGA | 1      | 0    | 45     |                             |

## Trenérská kariéra
Po skončení hráčské kariéry se stal trenérem. Vedl mj. Dolní Počernice.